# Walter Rusk
Walter Rusk (Belfast, 1910 - Peterborough, 8 oktober 1940) was een Iers motorcoureur die vooral succesvol was in de jaren dertig. 

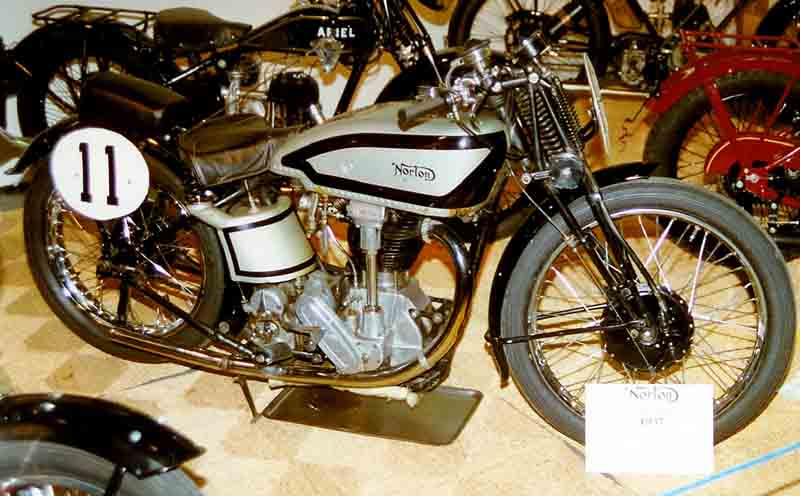
Norton International Model 30 500cc-racer

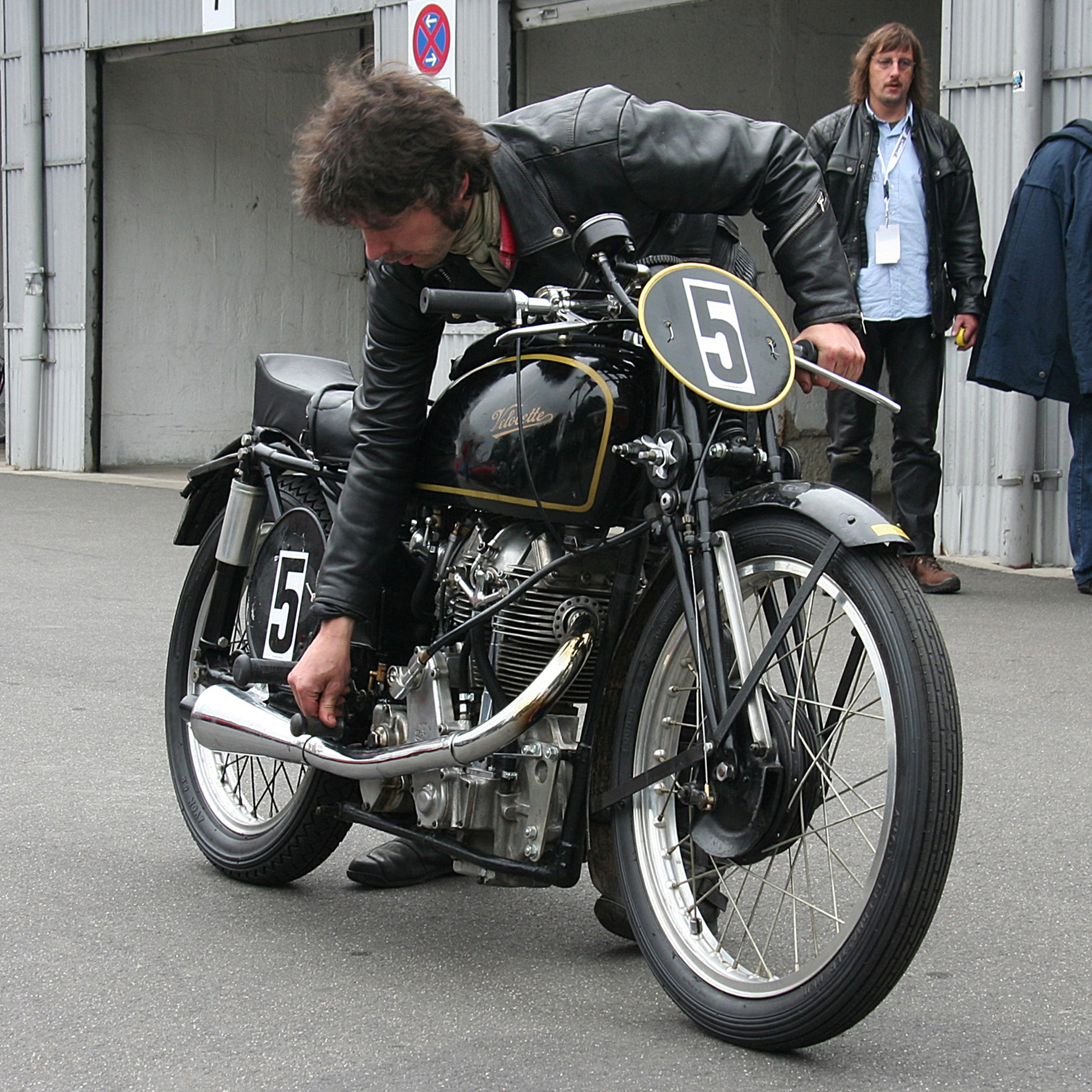
Velocette KTT Mk VIII uit 1939

## Carrière
- 1931: Walter Rusk was al vroeg geïnteresseerd in snelheidssport en in 1931 won hij zijn eerste race, de Temple 100 met een Norton. Hij werd onmiddellijk opgemerkt door de fabrikanten en voor de Ulster Grand Prix van 1931 kreeg hij van AJS al een fabrieksracer. Door mechanische problemen viel hij echter uit.
- 1932: In 1932 kreeg hij een contract bij Rudge om in de 250cc-klasse aan te treden. Hij werd nog niet ingeschreven in de belangrijkste wedstrijd in die tijd, de Isle of Man TT. In de 250 cc Lightweight TT zette Rudge Graham Walker, Wal Handley en Ernie Nott in.
- 1933: In 1933 startte Walter Rusk voor het eerst in de TT, maar hij deed dat met een Sunbeam in de 500 cc Senior TT. Hij haalde de finish niet, maar trok de aandacht van Joe Craig, die teammanager was van het fabrieksteam van Norton. Craig bood hem onmiddellijk een contract aan voor de rest van het jaar. Daardoor kwam Rusk in het team met Stanley Woods en Percy "Tim" Hunt. Zijn eerste race voor Norton was de Ulster Grand Prix. Woods was ook een Ier en wilde zijn thuiswedstrijd winnen, maar volgens de teamorders moest de winst naar Hunt gaan. Hunt en Woods vochten een harde strijd uit, die eindigde toen Hunt uitviel. Daarna viel ook Rusk Woods aan, maar uiteindelijk werd hij tweede.
- 1934: In 1934 reed Walter Rusk met de 350 cc Norton International Model 40. Hij won de 350cc-klasse van de North West 200. Toen kort daarna de TT van Man plaatsvond, reed Walter Rusk voor Velocette. In de 350 cc Junior TT werd hij zevende, in de 500 cc Senior TT werd hij derde. In dat jaar won hij ook de Ulster Grand Prix. Hij reed daar een nieuw ronderecord met een gemiddelde snelheid van 92 mijl per uur (148 km/h).
- 1935: In 1935 keerde Walter Rusk terug naar Norton. Hij won de 350cc-klasse van de North West 200. In de Junior TT was het Norton-team oppermachtig: de eerste drie plaatsen waren voor Jimmie Guthrie, Walter Rusk en John White. De Senior TT moest een dag worden uitgesteld door het slechte weer. Stanley Woods was intussen ingelijfd door Moto Guzzi en had met de Moto Guzzi Monoalbero 250 de Lightweight TT al gewonnen. Hij leek met de Moto Guzzi Bicilindrica 500 geen bedreiging te vormen voor de Nortons, maar dat bleek een misvatting. Woods startte 15 minuten na Jimmie Guthrie en Guthrie ging gemakkelijk aan de leiding. Bij het ingaan van de laatste ronde had hij 26 seconden voorsprong. Bij Norton ging men ervan uit dat Woods vóór het ingaan van de laatste ronde moest tanken, en bij Ramsey kreeg Guthrie een teken om het rustig aan te doen. Toen Woods de TT Grandstand zonder te stoppen voorbij reed was het te laat om Guthrie te waarschuwen. Woods reed een recordronde en finishte 4 seconden vóór Guthrie. Walter Rusk werd met meer dan twee minuten achterstand derde. De Ulster Grand Prix van 1935 was tevens de wedstrijd om het Europees kampioenschap wegrace (dat was een eendagswedstrijd). Uiteraard wilde Rusk deze wedstrijd op eigen grond winnen, zoals hij dat in 1934 met de Velocette had gedaan. Hij vocht hard met zijn teamgenoot Guthrie, maar beiden vielen op een stuk gesmolten asfalt. Guthrie was snel weer op de been, maar Walter Rusk brak een arm. Deze blessure was dermate ernstig, dat hij pas in 1938 weer kon racen.
- 1938: In 1938 was Walter Rusk nog steeds niet helemaal fit, maar hij startte met een 250 cc OK Supreme in de Lightweight TT. Daarin viel hij uit, maar hij had meer succes op het continent waar hij aan internationale races met Nortons deelnam.
- 1939: In 1939 kreeg Walter Rusk een fabrieks-AJS V4 waarmee hij in de Senior TT elfde werd. Hij reed deze machine ook in de Ulster Grand Prix. Hij ging aanvankelijk aan de leiding en reed zelfs als eerste op een Brits circuit de "Ton" (een gemiddelde snelheid van meer dan 100 mph). Hij had uiteindelijk 20 seconden voorsprong toen hij de machine met een kapotte voorvork aan de kant moest zetten. In de Junior TT van 1939 viel hij uit met de nieuwe Velocette KTT Mk VIII.

## Overlijden
Twee dagen na de Ulster Grand Prix brak de Tweede Wereldoorlog uit. Walter Rusk meldde zich als vrijwilliger bij de Royal Air Force. Hij werd opgeleid tot piloot. Tijdens zijn opleiding op de no. 7 Training School in Peterborough crashte zijn Hawker Hart lesvliegtuig op 8 oktober 1940 tegen een heuvel waarbij Walter Rusk om het leven kwam. 